# Ectopistidectes viridis
Ectopistidectes viridis är en insektsart som beskrevs av Rentz, D.C.F. 1985. Ectopistidectes viridis ingår i släktet Ectopistidectes och familjen vårtbitare. Inga underarter finns listade i Catalogue of Life.